# L'uno
L'uno è una commedia di Vittorio Alfieri.
La commedia, che mette in scena la nomina di un re, Dario di Persia, scelto col nitrito di un cavallo, ha intenti di satira politica contro i governi assolutisti.

## Trama
L'azione si svolge a Susa, capitale del regno persiano, e si basa sull'episodio dell'elezione di Dario Istaspe al trono. Alcuni fra i grandi, scoperta l'impostura di un mago, il quale, sotto nome di Smerdi, figlio secondogenito di Ciro, fatto segretamente uccidere dal fratello Cambise, aveva usurpato il potere, ordiscono una congiura e l'uccidono: il trono di Persia resta quindi vacante. Agli uccisori del finto Smerdi, sette secondo la storia, ma dei quali solo quattro compaiono nella commedia (Dario, Gobria, Megabize ed Orcane) spetta di decidere quale governo debba darsi alla Persia. Ognuno di essi caldeggia un diverso partito: così Dario vuole si ritorni alla monarchia; Megabize invece propende per il governo popolare; Orcane all'oligarchico; Gobria invece, uomo saggio e vero filosofo, rimane indifferente, ben sapendo che i suoi compagni celano, sotto la maschera del bene del popolo, le più cupide e sfrenate voglie di potere. Egli pertanto si mostra pronto ad accogliere il partito in cui gli altri tre converranno; ma i tre discutono sempre e non concludono nulla.
Intanto Parisa, moglie di Dario, fa un sogno meraviglioso ed allo stesso tempo uno non meno straordinario turba i sogni d'Ippofilo, il custode di Chesballeno, prediletto corsiero di Dario, al quale un oracolo ha predetto che il suo cavallo lo farà grande. I sogni sono spiegati da un indovino, Oneiro, quali presagi di futura grandezza per Dario, il quale finge di deridere indovini ed oracoli; ma quando alla meravigliosa guarigione del suo destriero, che recupera la sanità annusando le insegne regali, si unisce l'appoggio del Gran Sacerdote, esso getta la maschera d'indifferenza dietro cui si nascondeva e pensa seriamente al modo di ottenere il regno.
Una nuova assemblea è indetta, i quattro Grandi si radunano per prendere una decisione; ma i pareri son sempre discordi; ognuno rimane fermo nella sua opinione e cerca di farla prevalere. Per poco la disputa non degenera in battaglia, e già scintillano, sguainate, le spade, quando il Gran Sacerdote appare improvviso fra i contendenti, e propone un mezzo per troncare ogni litigio: si ridoni alla Persia un monarca ed il monarca sia eletto dalla sorte:
(Atto IV, Scena V)
Dopo breve contrasto, tutti accettano e partono; ma in casa di Dario fra lo stalliere Ippofilo, innamorato della damigella di Parisa, la damigella stessa, Parisa ed il Sacerdote si macchina un'astuzia, perché il primo a nitrire sia il cavallo di Dario. Lo stalliere trova un espediente molto triviale, ma che ottiene il bramato effetto: all'alba del seguente giorno Chesballeno, primo fra i cavalli dei contendenti alza il nitrito e Dario è re.